# Dégelis
Dégelis é uma cidade localizada na província de Quebec no Canadá.